# ایزابل اسپاک
ایزابل اسپاک (به فرانسوی: Isabelle Spaak) زادهٔ ۵ اکتبر ۱۹۶۰ در بروکسل، روزنامه‌نگار و نویسنده زن بلژیکی مقیم فرانسه است.

## زندگی‌نامه
ایزابل اسپاک، نوهٔ پل-هانری اسپاک سیاست‌مدار بلژیکی، کودکی خود را در بروکسل گذراند. سپس به خاطر شغل پدر که دیپلمات بود، پانزده سال در ایالات متحده آمریکا زندگی کرد. در ۱۹۷۹، به اروپا بازگشت و ابتدا در تولوز و دو سال بعد در پی قتل پدرش توسط مادر و متعاقب آن خودکشی وی، بهپاریس نقل مکان کرد و در آن جا اقامت گزید.
او در دانشگاه نانتر تحصیل کرد و در رشتهٔ تاریخ هنر لیسانس گرفت. اسپاک مدت‌ها برای ستون «سفرها» در هفته‌نامهٔ فرانسوی VSD مقاله نوشت. او در ۲۰۰۴، نخستین رمان خود را با عنوان این‌طور نمی‌شود (Ça ne se fait pas) منتشر کرد که برایش جایزهٔ ویکتور رُسل را به ارمغان آورد. رزمندگان(۲۰۱۱) و دختر خل‌ورز (۲۰۱۶) از دیگر آثار داستانی او است.
اسپاک همزمان با تأسیس هفته‌نامهٔ پاریزیَن ماگازین (به فرانسوی: Le Parisien Magazine) در سال ۲۰۱۱ به این مجله پیوست. او در سال ۲۰۱۷ از طرف فرهنگستان فرانسه برندهٔ جایزهٔ آمیک (Prix Amic) شده‌است.